# Heliococcus adenostomae
Heliococcus adenostomae är en insektsart som beskrevs av Mckenzie 1960. Heliococcus adenostomae ingår i släktet Heliococcus och familjen ullsköldlöss. Inga underarter finns listade i Catalogue of Life.